# Nocturne, Op. 32 (Chopin)
Nocturne, op. 32 este un set de două nocturne scrise și publicate de Frédéric Chopin în 1837.  Nocturnele sunt dedicate doamnei Camile de Filling  și au fost publicate ca a noua și a zecea dintre nocturnele lui.

## Nocturna în B major, Op. 32 Nr. 1

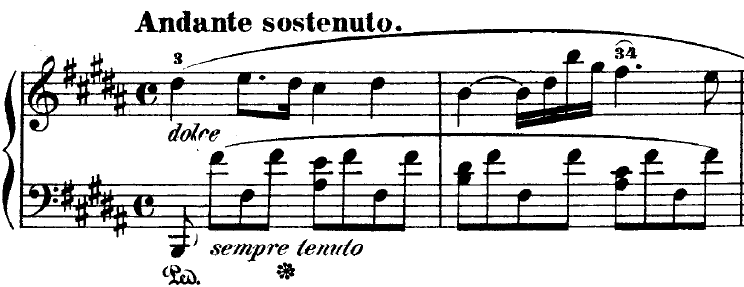
Barele de deschidere ale nocturnei Nr. 9 în B major.

Nocturna în B major este marcat inițial Andante sostenuto și este în măsura 4/4. Există mai multe marcări de ritardando , urmate de un marcaj de tempo în măsura următoare , cum ar fi măsura 7, 8,17 și 18. Piesa trece la adagio în ultimele două măsuri, începând cu măsura 64. Piesa este de 65 de măsuri lungime și neobișnuit, se termină în cheia minoră tonică , B minor , deși unele ediții (cum ar fi cele de Rafael Joseffy  , precum și studentul lui Chopin,Carl Mikuli  ) și performanțe (cum ar fi Arthur Rubinstein  ) se termină cu o coardă majoră B, care are efectul unei a treia Picardy în contextul modului minor de tip coda. A apărut și o confuzie asupra unei chei în prima bară a ultimei linii: Theodor Kullak și Karl Klindworth folosesc un G, în timp ce Julian Fontana a folosit un F-sharp. 
David Dubal a descoperit că nocturna este "de o importanță mai mică, deși caracteristică în design și contur melodic".  El afirmă, de asemenea, că "șocurile ascultă complet ascultătorul". Potrivit lui Berkeley, încheierea "sfidează analiza, dar obligă acceptarea".  Jim Samson afirmă că "întreruperea piesei de către acest pasaj uimitor de recitativă instrumentală nu se îndreaptă către o logică formală, ci mai degrabă aduce direct în prim plan dorința lui Chopin de a face muzica să" vorbească ".  James Huneker a găsit secțiunea F-minor pentru a "lărgi dramaticul", deși a văzut în continuare piesa globală în mod negativ.  Încheierea a fost atât ", în comparație cu simplitatea restului piesei. 

## Nocturna în A-flat major, Op. 32 Nr. 2

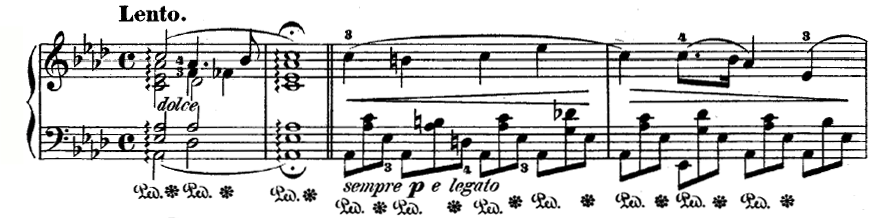
Barele de deschidere ale nocturne Nr. 10 în A-flat major.

Nocturna în A-flat major este marcat inițial ca Lento și în măsura 4/4. Este structurată într-un format AB-B'-A și are o temă melodică și melodică principală melodică în secțiunea A, cu o temă turbulentă și dramatică în secțiunile B. În măsura 27, secțiunea A trece în secțiunea B, pe măsură ce contorul comută la 12/8 și cheia la F minor (minor relativ de major A-flat). Această tranziție inițială se efectuează pe coarda 7 dominantă C, care nu este total străină de A-flat și în același timp împinge puternic spre secțiunea F Minor B. După un set tumultuos de octave coborâte cromatic la capătul secțiunii B, cheia se schimbă în F în măsura 39 și se întoarce la majorele A-flat la măsura 51, unde contorul revine și la măsura 4/4. Tempo-ul se întoarce la lento în măsura 73. Piesa are un total de 74 de măsuri și este în formă ternară. 
Nocturna se numără printre lucrările lui Chopin orchestrate în baletul Les Sylphides. 

## Mai multe informații
Pentru unii, aceste nocturne nu sunt la fel de impresionante ca predecesorii lor, Nocturne, Op. 27.  În timp ce fiecare piesă "exemplifică una dintre diversele abordări ale compozitorului față de forma nocturnă", Blair Johnson a simțit că, în bucăți, "momentele de originalitate și putere rămân într-un mod pe care nu-l puteau avea, din piese au fost cusute din mătase mai fină. "  James Huneker a găsit de asemenea acest set "un pic obositor". 
Gustav Barth a comentat că nocturnele lui Chopin arată semne clare de "progres" în comparație cu nocturnele originale ale lui John Field, deși îmbunătățirile sunt "în cea mai mare parte doar în tehnică".  Cu toate acestea, David Dubal consideră că piesele sunt "mai bine descrise ca balade în miniatură".
Deși a crezut că piesa conținea o "melodie lungă, plină de grație, cu o secțiune balletă de mijloc", Dubal a găsit nocturna "mai puțin importanta decât alți membri ai acestei specii", cum ar fi Nocturna în B major.  Blair Johnson a constatat că "la fel ca nocturna precedentă, simplitatea gestului este de cea mai mare importanță pe parcursul secțiunii de deschidere". Totuși, aceasta diferă datorită "secțiunii medii mai stormi, mai cromatice ".  Repetarea începutului a fost "infectată de atmosfera agitată a centrului nocturn" și face ca "să se reprime ceva timp pentru a recâștiga blândețea care este tonul său legal", potrivit lui Johnson. 
 Friskin a descoperit că "secțiunea din mijloc oferă bune practici în întreținerea unei linii melodice în degetele exterioare, în timp ce se joacă acorduri de sprijin în aceeași mână." 